# Stanisław Skrowaczewski
Stanisław Paweł Stefan Jan Sebastian Skrowaczewski (Lwów, 3 oktober 1923 – Minneapolis, 21 februari 2017) was een Pools-Amerikaanse dirigent en componist. Hij was het bekendst van zijn jarenlange relatie met het Amerikaanse Minnesota Orchestra. 
Na een korte carrière als pianist legde hij zich steeds meer toe op dirigeren, eerst in Polen (1946-1959), daarna in de Verenigde Staten. Hij was van 1960 tot 1979 dirigent van het Minneapolis Symphony Orchestra (tegenwoordig bekend als het Minnesota Orchestra). Van 1984 tot 1992 was hij dirigent van het Hallé Orchestra te Manchester.

## Biografie
Als kind studeerde hij piano en viool. Hij debuteerde op jonge leeftijd met een uitvoering van Beethovens derde pianoconcert. Een blessure aan zijn hand beëindigde echter vroegtijdig zijn solocarrière. 
Na de Tweede Wereldoorlog werd Skrowaczewski aangesteld als dirigent van achtereenvolgens de orkesten van Wrocław en Katowice, het Krakau Filharmonisch orkest en het Nationaal orkest Warschau. Hij studeerde compositie bij Nadia Boulanger in Parijs. In 1956 won hij de Santa Cecilia competitie (Fondazione musicale Santa Cecilia) voor dirigenten. 
Op uitnodiging van George Szell dirigeerde Skrowaczewski enkele concerten met het Cleveland Orchestra. In 1960 verliet hij Polen en werd hij aangesteld als eerste dirigent van het Minneapolis Symphony Orchestra (in 1968 hernoemd als Minnesota Orchestra) als opvolger van Antal Doráti. Deze positie bekleedde hij tot 1979 waarna hij als ‘conductor laureate’ van dat orkest werd benoemd. Van 1984 tot 1991 was hij eerste dirigent van het Hallé Orchestra in Manchester. Hij deed zeer veel gastdirecties over de hele wereld. Tussen 1995 en 1997 was Skrowaczewski artistiek adviseur van het Milwaukee Symphony Orchestra. 
Zijn complete opnames van de symfonieën van Bruckner met het Radio Symfonieorkest van Saarbrücken kreeg veel bijval. De 9de symfonie in deze reeks ontving in 1998 de Golden Note Award. In 2005 en 2006 nam hij de complete symfonieën van Beethoven op.
Skrowaczewski is onderscheiden met de Order Orła Białego (de Orde van de Witte Adelaar – de hoogste Poolse onderscheiding), de gouden medaille van de ‘Mahler-Bruckner Society’, de Ditson Conductor’s Award (1973) en de Kennedy Center Friedheim Award (1976).
Skrowaczewski overleed in 2017 op 93-jarige leeftijd in een ziekenhuis in Minneapolis.

## Composities voor orkest
- Uwertura w stylu klasycznym na orkiestrę (1944) (Ouverture in klassieke stijl voor orkest)
- Trzy pieśni na sopran i orkiestrę (1946) (3 liederen voor sopraan en orkest)
- Symfonia na smyczki op.25 (1948-49) (Symfonie voor strijkers)
- Uwertura na orkiestrę (1947) (Ouverture voor orkest – winnaar Szymanofski competitie)
- Symfoniczne preludium, fuga i postludium na orkiestrę (1946-48) (Symfonische prelude, fuga en postlude voor orkest)
- Muzyka nocą, wariacje symfoniczne na orkiestrę (1949) (Symfonische nachtmuziek voor orkest)
- Ugo en Parisina, balet (1949-50) (Hugo van Parijs, ballet)
- Pieśni nad pieśniami na sopran i orkiestrę kameralną (1949-51) (Hooglied voor sopraan en kamerorkest)
- Symfonia zwycięstwa (1954) (Overwinningssymfonie)
- Uwertura na orkiestrę (1954) (Ouverture voor orkest)
- Koncert na rożek angielski i orkiestrę (1969) (Concert voor Engelse hoorn en orkest)
- Ricercari notturni na saksofon lub klarnet i orkiestrę (1977) (Ricercari notturni voor saxofoon of klarinet en orkest)
- Koncert na klarnet a i orkiestrę (1980) (Concert voor klarinet en orkest - commissie van het American Composers' Forum, opgedragen aan Joseph Longo)
- Koncert na skrzypce i orkiestrę (1985) (Concert voor viool en orkest)
- Koncert na orkiestrę (1985) (Concert voor orkest - genomineerd voor de Pulitzer Prize in 1999)
- Fanfare na orkiestrę (1987) (Fanfare voor orkest)
- Koncert potrójny na skrzypce, klarnet, fortepian i orkiestrę (1991) (Tripelconcert voor viool, klarinet, piano en orkest)
- Gesualdo di Venosa: six madrigals na orkiestrę (1992) (‘Gesualdo di Venosa’, zes madrigalen voor orkest)
- ’Ritornelli poi ritornelli’ na orkiestrę (1993)
- Passacaglia immaginaria na orkiestrę (1996) (‘Passacaglia immaginaria’ voor orkest – commissie van de Minnesota Orchestral Association, genomineerd voor de Pulitzer Prize in 1997)
- Koncert na orkiestrę kameralną (1994) (Concert voor kamerorkest – commissie van het St. Paul Chamber Orchestra voor hun 35ste verjaardag)
- Koncert na fortepian i orkiestrę (2002) (Concert voor piano en orkest)
- Symphony (2003)
- Concerto Nicolo for piano left hand and orchestra (2003)